# Olivier Sarr
Pour les articles homonymes, voir Sarr.
Olivier Sarr, né le 20 février 1999 à Niort dans les Deux-Sèvres, est un joueur français de basket-ball évoluant au poste de pivot.

## Biographie

### Jeunesse
Olivier Sarr commence le basket-ball à sept ans à Bordeaux. Avec son jeune frère Alex, il évolue au Bouscat dans la banlieue bordelaise aux côtés de Joël Ayayi notamment.
Vers ses 12, 13 ans, sa famille s'installe à Toulouse pour raisons professionnelles. Sarr entre alors au pôle fédéral de basket-ball de Midi-Pyrénées et prend une licence au TOAC (Toulouse Olympique Aérospatiale Club).
À 15 ans, il dispute l'Eurocamp de Trévise.
Il participe au Adidas Next Generation (en) en Europe en 2014, 2015 et 2016.
Il intègre ensuite le Centre fédéral mais ne dispute que treize matchs en NM1 en 2015-2016 et aucun l'année suivante en raison de problèmes physiques liés à une croissance rapide.

### Carrière universitaire
En 2017, Olivier Sarr quitte le centre fédéral pour tenter l'aventure NCAA et intègre les Demon Deacons de Wake Forest, équipe où se sont notamment révélés Chris Paul et Tim Duncan. En 2020, il rejoint les Wildcats du Kentucky pour son année senior après avoir refusé les sollicitations de plusieurs autres universités.

### Carrière professionnelle
Non drafté à sa sortie de l'université, il participe à la Summer League de Las Vegas avec les Grizzlies de Memphis.
Fin décembre 2021, il signe un contrat de dix jours en faveur du Thunder d'Oklahoma City.
Le 28 décembre 2021, il dispute son premier match de NBA avec Oklahoma City lors d'une défaite contre les Kings de Sacramento 117 à 111. Lors de ce match il joue 12 minutes pour 4 points marqués (2/2 aux lancers francs, 1/2 à 2 points et 0/1 à 3 points), 5 rebonds et 2 contres. Il obtient un deuxième contrat consécutif de dix jours avec le Thunder. Sarr signe un contrat two-way avec le Thunder le 22 février 2022 qui lui permet de rester avec le club jusqu'à la fin de la saison,.
Le 4 avril 2022, il réalise une excellente performance en marquant 24 points avec 9 paniers marqués dont 5 tirs primés, à 75 % de réussite au tir et 83 % à 3 points, le tout en seulement 22 minutes face aux Suns de Phoenix, finaliste en titre. Il est coupé le 6 avril 2022.
Sarr rejoint les Trail Blazers de Portland pour la saison 2022-2023 et y signe un contrat two-way. Sans avoir pu jouer en raison d'une blessure au poignet droit, il est coupé le 18 novembre 2022,.
De retour depuis quelques matchs de sa blessure, Olivier Sarr signe à nouveau un contrat two-way en faveur du Thunder d'Oklahoma City le 12 février 2023,. En août 2023, Sarr signe un nouveau contrat two-way avec le Thunder pour la saison 2023-2024.
Début août 2025, Olivier Sarr s'engage avec les Raptors de Toronto qui lui donnent une chance pour le futur camp d'entraînement ayant lieu à l'automne.

## Équipe de France
Il est sélectionné en équipe de France des moins de 17 ans à l'occasion de la Coupe du monde des moins de 17 ans 2016 puis en équipe de France des moins de 18 ans avec laquelle il termine 6e du Championnat d'Europe 2017.

## Records sur une rencontre en NBA
Les records personnels d'Olivier Sarr en NBA sont les suivants, :
| Type de statistique        | Saison régulière | Saison régulière            | Saison régulière |
| Type de statistique        | Record           | Adversaire                  | Date             |
| -------------------------- | ---------------- | --------------------------- | ---------------- |
| Points                     | 24               | Suns de Phoenix             | 3 avril 2022     |
| Paniers marqués            | 10               | Grizzlies de Memphis        | 9 avril 2023     |
| Paniers tentés             | 15               | Grizzlies de Memphis        | 9 avril 2023     |
| Paniers à 3 points réussis | 5                | Suns de Phoenix             | 3 avril 2023     |
| Paniers à 3 points tentés  | 6                | Suns de Phoenix             | 3 avril 2023     |
| Lancers francs réussis     | 4                | 2 fois                      | 2 fois           |
| Lancers francs tentés      | 4                | 5 fois                      | 5 fois           |
| Rebonds offensifs          | 5                | 2 fois                      | 2 fois           |
| Rebonds défensifs          | 13               | Grizzlies de Memphis        | 9 avril 2023     |
| Rebonds totaux             | 15               | Grizzlies de Memphis        | 9 avril 2023     |
| Passes décisives           | 3                | Hornets de Charlotte        | 14 mars 2023     |
| Interceptions              | 2                | @ Trail Blazers de Portland | 28 mars 2023     |
| Contres                    | 3                | Pistons de Détroit          | 30 octobre 2023  |
| Balles perdues             | 8                | Jazz de l'Utah              | 6 mars 2023      |
| Minutes jouées             | 42               | Grizzlies de Memphis        | 9 avril 2023     |

- Double-double : 2
- Triple-double : 0

Dernière mise à jour : 16 novembre 2023

## Statistiques

### Universitaires
Les statistiques en matchs universitaires d'Olivier Sarr sont les suivantes :
| Saison    | Équipe      | Division | Matchs | 5 Dép. | Minutes | % Tirs | % 3pts | % LF | Rbds/m | PassD/m | Int/m | Ctrs/m | Pts/m |
| --------- | ----------- | -------- | ------ | ------ | ------- | ------ | ------ | ---- | ------ | ------- | ----- | ------ | ----- |
| 2017-2018 | Wake Forest | ACC      | 30     | 0      | 15,1    | 34,8   | 25,0   | 60,0 | 3,0    | 0,4     | 0,3   | 0,7    | 3,2   |
| 2018-2019 | Wake Forest | ACC      | 25     | 16     | 21,6    | 47,4   | 25,0   | 70,5 | 5,5    | 0,5     | 0,3   | 1,0    | 6,2   |
| 2019-2020 | Wake Forest | ACC      | 30     | 15     | 26,7    | 52,7   | 14,3   | 76,1 | 9,0    | 0,9     | 0,4   | 1,2    | 13,7  |
| 2020-2021 | Kentucky    | SEC      | 25     | 25     | 25,1    | 47,0   | 44,4   | 79,1 | 5,2    | 1,3     | 0,4   | 1,2    | 10,8  |

## Palmarès et distinctions personnelles

### Palmarès
- Champion de NBA G League avec le Blue d'Oklahoma City en 2024

### Distinctions personnelles
- All-Atlantic Coast Conference Third Team 2020